# SKYキャッスル
『SKYキャッスル〜上流階級の妻たち〜』（）は、韓国のJTBCにて2018年11月23日から2019年2月1日まで放送されたテレビドラマ。
日本では2019年4月19日からCS放送局の衛星劇場で放送された。その後、同年12月27日からケーブルテレビのJ:COMで放送を開始し、2020年4月1日から5月13日まではBSフジでも放送された。さらに、2024年には日本にてテレビ朝日製作のリメイク版が放送されている。
また、2020年1月8日にはDVDがリリースされた。現在、様々なビデオオンデマンドサイトで配信されている。

## 概要
本作は、大韓民国の入学試験と私教育、医療界を題材に、高級住宅街に住む一見華やかな上流階級の人々の熾烈な競争と複雑な人間関係を描いたブラック・コメディである。
韓国での初回放送時の視聴率は1.7%だったが、次第に反響を呼び、最終話の視聴率は23.8%を記録。『トッケビ〜君がくれた愛しい日々〜』を超える非地上波チャンネル歴代最高視聴率1位となるなど、韓国で社会現象を巻き起こした。また、第24回アジア・テレビジョン・アワード最優秀ドラマ作品賞を受賞したほか、第55回百想芸術大賞TV部門で演出賞を含む4部門を獲得するなど国内外で高い評価を受けた。ただ、非地上波チャンネル歴代最高視聴率1位の座を翌年のテレビドラマ『夫婦の世界』に奪われた。
タイトルの「SKYキャッスル」とは、劇中に登場する高級住宅街の名称。「SKY」は韓国に於ける最難関の大学とされるソウル大学校（S）、延世大学校（Y）、高麗大学校（K）のイニシャルを合わせたものであり、学歴が重視される韓国の上流社会では“SKY”でなければ認められないという風潮も表現している。

## あらすじ
富・名誉・権力を手にする者だけが住む高級住宅街「SKYキャッスル」。美しい花々に彩られた豪邸群は、ジュナム大学病院関係者のみが入居を許された特権の象徴である。エリート医師を夫にもつSKYキャッスルの妻たちは、子どもを名門大学に合格させるため日夜見えない火花を散らしていた。
整形外科医の夫と2人の娘と共にキャッスルに住むハン・ソジン（ヨム・ジョンア）は、隣家に住むイ・ミョンジュ（キム・ジョンナン）の息子が最難関といわれるソウル大学校医学部に合格したことを知る。娘をなんとしてでもソウル大に入れたいソジンはミョンジュから合格の秘訣を聞き出そうとし、入試コーディネーターと呼ばれる人間を高額で雇ったという情報を入手。ミョンジュの厚意により、VVIP顧客だけが招待される入試コーディネーター説明会の招待状を受け取ったソジンは、そこで志望校合格率100%を誇る入試コーディネーターのキム・ジュヨン（キム・ソヒョン）と出会う。
そんな中、幸せの絶頂だったはずのミョンジュが夫の猟銃で謎の自殺。SKYキャッスルの住人たちは騒然とする。その後、ミョンジュの夫スチャン（ユ・ソンジュ）も病院を辞めて姿を消し、もぬけの殻になった邸宅には新しい住人がやって来る。新たな入居者である童話作家のイ・スイム（イ・テラン）と医師のファン・チヨン（チェ・ウォニョン）夫妻は、勉強よりも子どもの健康と自主性を尊重する良識的な夫婦だった。この一家の出現により、SKYキャッスルに新たな波乱が巻き起こる。

## 登場人物

### 主要人物
ハン・ソジン
演 - ヨム・ジョンア / チャン・ソンユン（幼少期）
元教師の専業主婦。本名はクァク・ミヒャン。親子3代を医師にしたいという姑の期待に応えようと、娘のイェソを名門・ソウル大学校医学部に合格させるために全てを懸けている。経歴も容姿も完璧なセレブに見えるが、秘めた過去がある。
イ・スイム
演 - イ・テラン
童話作家。児童養護施設を運営していた両親のもとで、思いやりにあふれた素朴で気さくな性格に育つ。義子であるウジュの教育に関してはウジュの自主性を尊重している。勉強だけを重視する他の母親たちとは違い、子どもの味方になる優しさをもつが、それが原因でSKYキャッスルの母親たちから冷遇される。クァク・ミヒャン（ハン・ソジン）の故郷の友人。
ノ・スンヘ
演 - ユン・セア
大学院の博士課程を修了した才色兼備な専業主婦。ハーバード大学に通う長女と双子の息子をもつ。他の母親たちと同じように子どもを名門大学に入れようと必死だったが、利己的な夫の教育方針に疑問を抱き、心境に変化が生じる。
チン・ジニ
演 - オ・ナラ
元端役女優の専業主婦。情熱的でチャーミングな性格。積年の夢だった芸能人を辞め、結婚相談所を通じて医者のウ・ヤンウと結婚。息子のスハンは勉強嫌いのため、子育てに苦労している。
キム・ジュヨン
演 - キム・ソヒョン
ソウル大学入学審査官出身の入試コーディネーター。担当生徒の志望校合格率100%を誇り、受け持つ生徒は年に2人までと決まっている。志望校に合格させるためには手段を選ばない冷徹さをもつ。

### ハン・ソジン一家
カン・ジュンサン
演 - チョン・ジュノ
ハン・ソジンの夫。ジュナム大学病院整形外科医。医師の父親と名門出身の母親の一人息子として育った良家のエリート。順風満帆な日々を送っていたが、院長にスカウトされたファン・チヨンの登場で出世街道に暗雲が立ち込める。同僚や患者からの人望が厚いチヨンが目障り。
カン・イェソ
演 - キム・ヘユン / イ・ジンジュ（幼少期）
ハン・ソジンとカン・ジュンサンの長女。進学校・シンア高校の生徒。猛勉強の末、高校に首席で入学した。成績優秀だが、自己中心的な性格のため周りから嫌われている。ソウル大学医学部に合格することが目標。母親の根回しにより、入試コーディネーターであるキム・ジュヨンの担当生徒となる。
カン・イェビン
演 - イ・ジウォン
ハン・ソジンとカン・ジュンサンの次女。中学生。

### イ・スイム一家
ファン・チヨン
演 - チェ・ウォニョン
イ・スイムの夫。ジュナム大学病院神経外科医。幼くして両親を亡くし、恵まれない環境で育つ。独学で懸命に勉強し、地方の医大に奨学金をもらって入学。医療ボランティアで人命を救ってきた人道的で謙虚な医師。病により前妻を亡くした後、スイムと再婚。ジュナム大学病院長からスカウトされ、SKYキャッスルに引っ越す。
ファン・ウジュ
演 - カン・チャニ（SF9）
イ・スイムとファン・チヨンの息子。シンア高校の生徒。イェソと同じく高校に首席入学。塾に行かずとも成績がトップクラスの優等生。ハンサムな上に優しい性格でクラスメイトからも慕われている。

### ノ・スンヘ一家
チャ・ミニョク
演 - キム・ビョンチョル
ノ・スンヘの夫。次長検事出身のジュナム大学ロースクール教授。勉強に全てを懸ける人生を送り、自ら欲しいものを手に入れてきた厳格なエゴイスト。出世のために妻のノ・スンヘと結婚した。自分が叶えられなかった夢を叶えるため、双子の息子に勉強を強要する。
チャ・セリ
演 - パク・ユナ
ノ・スンヘとチャ・ミニョクの長女。ハーバード大学在学中。
チャ・ソジュン
演 - キム・ドンヒ
ノ・スンヘとチャ・ミニョクの双子の長男。シンア高校の生徒。
チャ・ギジュン
演 - チョ・ビョンギュ
ノ・スンヘとチャ・ミニョクの双子の次男。シンア高校の生徒。兄弟でさえもライバル視するよう強要する父親の教育方針に反発する。

### チン・ジニ一家
ウ・ヤンウ
演 - チョ・ジェユン
チン・ジニの夫。ジュナム大学病院整形外科医。カン・ジュンサンの後輩で、ジュンサンに忠誠を誓うお調子者。事なかれ主義で楽天的な性格。息子のスハンに勉強を強要することはない。
ウ・スハン
演 - イ・ユジン
チン・ジニとウ・ヤンウの息子。中学生。

### キム・ジュヨンの周辺人物
チョ・テジュン
演 - イ・ヒョンジン (俳優)
キム・ジュヨンの秘書。
キャサリン（ケイ）
演 - チョ・ミニョ
キム・ジュヨンの娘。

### 周辺人物
キム・ヘナ（カン・ヘナ）
演 - キム・ボラ
シンア高校の生徒。高校にはカン・イェソとファン・ウジュに次ぐ次席合格。シングルマザーの母親の一人娘。頭脳明晰かつ正義感の強い性格で、イェソにライバル視される。闘病中の母親のためにアルバイトや看病に追われている。
ユン女史
演 - チョン・エリ
カン・ジュンサンの母。
チェ・イノ
ソン・ミンヒョン
ジュナム大学病院院長。
イ・ミョンジュ
演 - キム・ジョンナン
専業主婦。パク・ヨンジェの母。
パク・スチャン
演 - ユ・ソンジュ
イ・ミョンジュの夫。ジュナム大病院基調室長。神経外科課長。
パク・ヨンジェ
演 - ソン・ゴニ
イ・ミョンジュとパク・スチャンの一人息子。ソウル大学医学部に合格した秀才。
イ・ガウル
演 - イ・ジュヨン
レストランの従業員。イ・ミョンジュとパク・スチャンの家の前入居ヘルパー。

### その他
キム・ウネ
演 - イ・ヨンス
キム・ヘナの母。
ソン・ヨンドゥ
演 - チョン・スイン
履修任意教育実習の弟子。
イ・チュンソン
演 - クァン・ファウン
ジュナム大学病院整形外科レジデント4年目専攻医。
ムン・ドンヒョク
演 - ムン・ドンヒョク
ジュナム大学病院整形外科レジデント。
イ・ドンミン
演 - イ・ドンミン
ジュナム大学病院整形外科1年目レジデント。
チョン・ジンマン
演 - ウ・ジヒョン
ジュナム大学病院神経外科レジデント。
イ・テウ
演 - イ・テグ
ジュナム大学病院神経外科レジデント。
ローラ・チョン
演 - ユヨン
キム・ジュヨンの過去を知る人物。
ノ・スンヘの姉
演 - キム・ジュリョン
ドフンの姉
演 - ウ・ミファ
パク・インギュ
演 - ハン・サミョン
SKYキャッスルの警備員。
ファン・ウジュの弁護人
演 - イ・スンヨン
チェ・ドンソク刑事
演 - イ・チャンフン
イム室長
演 - シム・フンギ

### 特別出演
チャンミ
演 - チャンミ
アイドル。ジュナム大学病院の患者。
アナウンサー
演 - ソン・ミンギョ

## 視聴率
| 2018年         | 2018年     | 2018年   | 2018年     | 2018年 |
| 各話           | 放送日     | AGB 全国 | AGB 首都圏 |        |
| -------------- | ---------- | -------- | ---------- | ------ |
| 第1回          | 11月23日   | 1.7%     | %          |        |
| 第2回          | 11月24日   | 4.3%     | 4.5%       |        |
| 第3回          | 11月30日   | 5.1%     | 6.0%       |        |
| 第4回          | 12月1日    | 7.4%     | 8.1%       |        |
| 第5回          | 12月7日    | 7.4%     | 8.6%       |        |
| 第6回          | 12月8日    | 8.934%   | 9.7%       |        |
| 第7回          | 12月14日   | 8.4%     | 9.6%       |        |
| 第8回          | 12月15日   | 9.5%     | 10.7%      |        |
| 第9回          | 12月21日   | 9.7%     | 10.5%      |        |
| 第10回         | 12月22日   | 11.2%    | 13.3%      |        |
| 第11回         | 12月28日   | 9.5%     | 10.2%      |        |
| 第12回         | 12月29日   | 12.3%    | 13.6%      |        |
| 2019年         |            |          |            |        |
| 第13回         | 1月4日     | 13.2%    | 14.3%      |        |
| 第14回         | 1月5日     | 15.7%    | 17.2%      |        |
| 第15回         | 1月11日    | 16.3%    | 18.4%      |        |
| 第16回         | 1月12日    | 19.2%    | 21.0%      |        |
| 第17回         | 1月18日    | 19.9%    | 21.9%      |        |
| 第18回         | 1月19日    | 22.3%    | 24.5%      |        |
| 第19回         | 1月26日    | 23.2%    | 24.6%      |        |
| 最終回         | 2月1日     | 23.7%    | 24.3%      |        |
| 平均視聴率     | 平均視聴率 | 12.5%    | 13.6%      |        |
| スペシャル放送 | 2月2日     | 7.3%     | 7.3%       |        |

## OST
| #   | タイトル                                                     | 作詞                                                   | 作曲                                                   | アーティスト                     |
| --- | ------------------------------------------------------------ | ------------------------------------------------------ | ------------------------------------------------------ | -------------------------------- |
| 1.  | 「プリンセスメーカー (原題: 프린세스메이커)」                | MaRiN, KAI                                             | ペ・ヒョノ, MaRiN                                      | チョン・ダンビ                   |
| 2.  | 「時間はいつも私の見方 (原題: 시간은 언제나 나의 편)」       | カムドンis(パク・ジウォン), ソ・ジェハ                 | カムドンis(パク・ジウォン), ソ・ジェハ                 | ロマンティックパンチ             |
| 3.  | 「あなたでなきゃダメ (原題: 너여야만 해)」                   | ABOUT                                                  | ABOUT, Pch 8um                                         | ABOUT                            |
| 4.  | 「We All Lie」                                               | チェ・ジョンイン                                       | チェ・ジョンイン                                       | ハジン                           |
| 5.  | 「休止符 (原題: 쉼표)」                                      | カムドンis(パク・ジウォン), ソ・ジェハ, キム・ヨンソン | カムドンis(パク・ジウォン), ソ・ジェハ, キム・ヨンソン | WAX                              |
| 6.  | 「I Do」                                                     | カムドンis(パク・ジウォン), ソ・ジェハ, キム・ヨンソン | カムドンis(パク・ジウォン), ソ・ジェハ, キム・ヨンソン | MIIII                            |
| 7.  | 「私だけうまくいけばいいじゃない (原題: 나만 잘 살면 되지)」 | イ・スンジョン, チョ・ウォンイル                       | イ・スンジョン, チョ・ウォンイル                       | ユク・ジョンワン                 |
| 8.  | 「We All Lie (Slow Ver.)」                                   | チェ・ジョンイン                                       | チェ・ジョンイン                                       | ハジン                           |
| 9.  | 「Butterfly」                                                |                                                        |                                                        | チェ・ジョンイン                 |
| 10. | 「Le Jardin Féerique From Ma Mère L'oye」                    |                                                        | Maurice Ravel                                          | パク・ジョンウン                 |
| 11. | 「Mask & Revelation」                                        |                                                        | ハン・ソンホ                                           | ハン・ソンホ                     |
| 12. | 「Bolero」                                                   |                                                        | Maurice Ravel                                          | Milo                             |
| 13. | 「Whisper Of Evil」                                          |                                                        | Franz Schubert, チェ・ジョンイン, イム・ミヒョン       | チェ・ジョンイン, イム・ミヒョン |
| 14. | 「Kim Ju Young」                                             |                                                        | パク・ジョンウン                                       | パク・ジョンウン                 |
| 15. | 「Tell You The Truth」                                       |                                                        | パク・ジョンウン                                       | パク・ジョンウン                 |
| 16. | 「Agalmoery」                                                |                                                        | パク・ジョンウン, イム・ミヒョン                       | パク・ジョンウン, イム・ミヒョン |
| 17. | 「The Top Of One's Desire」                                  |                                                        | イム・ミヒョン                                         | イム・ミヒョン                   |
| 18. | 「What I Want」                                              |                                                        | イム・ミヒョン                                         | イム・ミヒョン                   |
| 19. | 「Endless Night」                                            |                                                        | キム・テソン, チェ・ジョンイン                         | キム・テソン, チェ・ジョンイン   |
| 20. | 「We All Lie (Orchestra Ver.)」                              |                                                        | キム・テソン, チェ・ジョンイン                         | キム・テソン, チェ・ジョンイン   |

## 受賞
- 第24回アジア・テレビジョン・アワード：最優秀ドラマ作品賞
- 放送通信委員会放送大賞：最優秀賞
- 第55回百想芸術大賞：TV部門 演出賞（チョ・ヒョンタク）
- 第55回百想芸術大賞：TV部門 女性最優秀演技賞（ヨム・ジョンア）
- 第55回百想芸術大賞：TV部門 男性助演賞（キム・ビョンチョル
- 第55回百想芸術大賞：TV部門 女性新人演技賞（キム・ヘユン）
- 第27回大韓民国文化芸術大賞：ドラマ部門 女性最優秀演技賞（キム・ヘユン）
- 第12回コリア・ドラマ・アワード：作品賞
- 第12回コリア・ドラマ・アワード：作家賞（ユ・ヒョンミ）
- 第12回コリア・ドラマ・アワード：ホットスター チャイナ賞（キム・ソヒョン）
- 第12回コリア・ドラマ・アワード：女性人気キャラクター賞（キム・ボラ）
- 第12回コリア・ドラマ・アワード：OST賞（ハジン「We All Lie」）
- 第14回Soompiアワード：今年の俳優賞 女性部門（ヨム・ジョンア）
- 今年のブランド大賞：今年のドラマ
- 今年のブランド大賞：今年の女性俳優（キム・ソヒョン）
- 今年のブランド大賞：今年のライジングスター 男性俳優（キム・ドンヒ）

## 日本での放送
- 2020年4月1日から5月13日まで、BSフジで放送された。
- 2020年9月1日から10月8日まで、サンテレビで放送された。
- 2021年6月4日から7月13日まで、BS日テレで放送された。
- 2023年11月6日から2024年2月20日まで、フジテレビで放送された。

## 日本版
『スカイキャッスル』のタイトルで、2024年7月25日から9月26日までテレビ朝日系「木曜ドラマ」枠で放送された。主演は松下奈緒。
日本での放送後にAmazon Prime Videoなどにて、世界140以上の国と地域での放送・配信が予定されている。

### キャスト（日本版）

#### 主要人物
浅見紗英（あさみ さえ）/ 馬場洋子（ばば ようこ）〈39〉
原作 - ハン・ソジン
演 - 松下奈緒（幼少期：吉田帆乃華）
誰もがうらやむ経歴と容姿に恵まれた完璧セレブ。ハーバード大学卒、両親はアメリカで外科医をしている。2人の娘をもつ。旧姓は大倉。
実際には上記の経歴は嘘であり、父親が逮捕されたことで「若菜園」という養護施設で育ち、親戚に引き取られて名前を変えて貧しい生活をしていた。
大人になったあと、英世と結婚してスカイキャッスルに住み始める。
しかし、向かいに引っ越してきた同級生の泉に、馬場洋子であることを見抜かれてしまう。
南沢泉（みなみさわ いずみ）〈39〉
原作 - イ・スイム
演 - 木村文乃（10歳時：中野翠咲）
小説家。スカイキャッスルで暮らす新たな住民。旧姓は久保田。セレブらしからぬ素朴さと純粋な正義感、優秀な夫と息子をもつ。
夏目美咲（なつめ みさき）〈36〉
原作 - チン・ジニ
演 - 高橋メアリージュン
元女優志望の専業主婦。息子をもつ。
いつも明るい性格だが、周りに流されやすい。
二階堂杏子（にかいどう きょうこ）〈38〉
原作 - ノ・スンヘ
演 - 比嘉愛未
大学院にも進んだ才色兼備な専業主婦。息子をもつ。
妊娠が発覚し、大学院を中退した。
九条彩香（くじょう あやか）〈46〉
原作 - キム・ジュヨン
演 - 小雪
受験コーディネーター。担当した生徒を100パーセント志望校に合格させる。
とても腹黒い人物で、受験生本人の心を支配し、家庭を崩壊させようとしている。
過去に、帝都医大付属高校を自主退学して、自分の母親を自殺させようとした。

#### 浅見家
浅見英世（あさみ ひでよ）〈51〉
原作 - カン・ジュンサン
演 - 田辺誠一
紗英の夫で、名門「帝都病院」の脳神経外科医だった。山田未久の父親でもある。かつて、未久の母である山田希美と付き合っていた。
実の娘である未久が転落死したことを受けて、家族の大切さに気付き、帝都病院を退職した。
浅見瑠璃（あさみ るり）〈14〉
原作 - カン・イェソ
演 - 新井美羽
紗英の長女。光洋学園中等部の新3年生。
中学に首席入学を果たした秀才。極度の負けず嫌いであり、自己中心的で人を見下す意地悪な性格。青葉に片想いしている。
浅見真珠（あさみ まじゅ）〈12〉
原作 - カン・イェビン
演 - 白山乃愛
紗英の次女。光洋学園中等部の新1年生。姉と比べて勉強ができないので、紗英からの愛情に飢えており、劣等感と激しい嫉妬を抱いている。異母姉の未久に懐いて慕っていた。
浅見雪乃（あさみ ゆきの）〈73〉
原作 - ユン女史
演 - 藤真利子
英世の母。名家出身。貧しい出自でありながら偽りの学歴と経歴を掲げていることを理由に、紗英に対して高圧的で冷たい態度を取る。

#### 南沢家
南沢公平（みなみさわ こうへい）〈45〉
原作 - ファン・チヨン
演 - 大谷亮平
泉の夫で、地方の医大を出た脳神経外科医。病院長にスカウトされ、帝都病院で働き始める。
南沢青葉（みなみさわ あおば）〈14〉
原作 - ファン・ウジュ
演 - 坂元愛登
泉と再婚した公平の連れ子。名門「光洋学園中等部」の新3年生。未久を殺害したとして、傷害致死罪で逮捕される(第8話) が、冤罪として釈放される。(第9話)

#### 夏目家
夏目龍太郎（なつめ りゅうたろう）〈42〉
原作 - ウ・ヤンウ
演 - 本多力
美咲の夫で、帝都病院の脳神経外科医。
夏目健作（なつめ けんさく）〈14〉
原作 - ウ・スハン
演 - 松藤史恩
美咲の一人息子。光洋学園中等部の新3年生。勉強嫌い。

#### 二階堂家
二階堂亘（にかいどう わたる）〈49〉
原作 - チャ・ミニョク
演 - 鈴木浩介
杏子の夫で、帝都病院の脳神経外科医。
二階堂翔（にかいどう しょう）〈14〉
原作 - チャ・ソジュン
演 - 柴崎楓雅
杏子の一人息子。光洋学園中等部の新3年生。

#### 冴島家
冴島遥人（さえじま はると）〈15〉
原作 - パク・ヨンジェ
演 - 大西利空
哲人と香織の一人息子。成績はあまり良くなかったにもかかわらず、超難関の帝都医大付属高校に逆転合格。
しかし、本人は合格を望んでおらず、紗英が香織に貸したタブレットに自分の受験の日記を書き込み、香織を自殺に追い込んだ。
秋川との間に子が生まれたことを報告しに哲人のもとへ行ったときが、半年ぶりの再会となる。
冴島香織（さえじま かおり）〈46〉
原作 - イ・ミョンジュ
演 - 戸田菜穂
遥人の母。
遥人がタブレットに書き込んだ日記を見て、自殺した。
冴島哲人（さえじま てつと）〈55〉
原作 - パク・スチャン
演 - 橋本じゅん
香織の夫。帝都病院の脳神経外科部長で、英世の良き先輩。次期院長と目されるも、香織が自殺したことによって、引っ越すとともに帝都病院を退職した。

#### その他
山田未久（やまだ みく）〈14〉
原作 - キム・ヘナ
演 - 田牧そら
瑠璃、青葉と成績を競う少女。光洋学園中等部の新3年生。帝都病院に入院している母の看病や治療費のため、バイトに追われる日々の中、医師を目指している。優馬の学校の提出課題をやることによって、玲からお金をもらっていた。絵本「スカイキャッスル」にはさまれていた写真を見て、英世と希美が付き合っていたことを知る。希美と自分を捨てた英世と希美から英世を奪った紗英とそして何も苦労も知らない異母姉妹である瑠璃達三人に激しい憎悪を抱く。青葉が主催した自身の誕生日会の日、九条の秘書の永峰ともみ合った際にベランダから転落し(第7話)、病院に搬送されるも処置が遅れ死亡する（第8話）。
山田希美（やまだ のぞみ）〈41〉
原作 - キム・ウネ
演 - 映美くらら
未久の母。重い病を患い、帝都病院に入院していたが、死去する（第4話）。
永峰泳児（ながみね えいじ）〈37〉
原作 - チョ・テジュン
演 - 前原滉
彩香の敏腕秘書。
加藤玲（かとう れい）〈40〉
演 - 内藤理沙
光洋学園中等部の新3年生・加藤優馬の母。
加藤優馬（かとう ゆうま）
原作 - ドフン
演 - 大津悠人
加藤玲の息子。未久に学校の提出課題をやってもらっている。
秋川さくら（あきかわ さくら）〈22〉
原作 - イ・ガウル
演 - 松田有咲
冴島家の元家政婦。遥人にとって良き理解者だが、半年前に突然、冴島家を去っていた。
遥人との間に子供が生まれる。
大河内隆（おおこうち たかし）〈68〉
原作 - チェ・イノ
演 - 小野武彦
帝都病院の病院長。

#### ゲスト

##### 第1話
司会
演 - 平子祐希（アルコ＆ピース）
限られたVIPのみが参加できる帝信銀行主催 教育セミナーの司会者。
受付
演 - 三輪晴香
同セミナーの受付。
先生
演 - 真織
馬場洋子が入った児童養護施設「若菜園」で「スカイキャッスル」の絵本を読み聞かせる先生。

##### 第2話
女の子
演 - 前田織音、山本紗々萊、船川燿、後藤日咲
馬場洋子と泉の小学校の同級生。親がアメリカで医者をしているという嘘がバレた洋子をいじめる。

##### 第3話
小田
演 - いしいはじめ（第6話）
光洋学園中等部3-特Aクラスの担任教師。実は試験問題を報酬と引き換えに九条に横流ししていた（第6話）。それにより、学校側から懲戒処分を受けた。
蓮池知事
演 - 中野剛
南沢公平が手術を執刀した。
作業員
演 - 加藤雅人
二階堂家の子供部屋をリフォームする。
店員
演 - 鈴木秀人
浅見真珠が雑誌を万引きしようとしたコンビニの店員。
司会
演 - 橋本恵一郎
蓮池知事の退院記者会見の司会。

##### 第4話
城崎栞
原作 - ソン・ヨンドゥ
演 - 梶原叶渚
かつて高校教師を志望していた頃に泉が教育実習に行った先の受験生の教え子。SOSを発していた彼女を救えず自殺されてしまったことが、泉のその後の生き方に大きな影響を与える。
事務員
演 - 名取えりか
帝都病院会計受付の事務員。
医師
演 - 山本啓之
山田希美の主治医。

##### 第5話
隣人
演 - 楠本千奈（最終話）、徳永笑美里（最終話）、菊池聡子（最終話）、磯山香、山口知紗、石塚初美
スカイキャッスルの住人達。泉の小説執筆を差し止めようとしていた紗英の経歴が嘘で施設出身だったことなどの噂話をしている。

##### 第6話
東原正尚
原作 - キム・ヒョクジェ
演 - 矢柴俊博（第7話・第8話）
厚生労働大臣政務官。南沢公平と親しく、二階堂の幼なじみでもある。福祉医療拡充を推進している。

##### 第7話
東原誠也
演 - 塩野夢人
東原政務官の息子。自転車で車にひかれ、昏睡状態のまま帝都病院に救急搬送された。
救急隊員
演 - 松原大貴
東原誠也の状態を報告する救急隊員。

##### 第8話
大山、若井
演 - 木幡竜（最終話）、松田陸（最終話）
山田未久の転落事故を調べている横浜西城警察署の刑事。
警備員
演 - 南圭介（最終話）
スカイキャッスルの警備員。
杉下
演 - 村本明久
山田未久の治療対応のために急遽呼ばれた脳外科医。
看護師、若手医師、看護師
演 - 森山みつき、古矢航之介、仁科咲姫
山田未久の最期を看取った。
- 新倉真叶

##### 最終話
九条静江
演 - 水木薫
九条彩香の母親。かつてのスカイキャッスルの住人。31年前、過剰な期待をかけた娘が帝都医大付属高校入学後に自主退学したことに悲嘆し、飛び降り自殺をはかる。現在は脳に障害が残り介護施設に入居中。

### スタッフ（日本版）
- 原作 - ユ・ヒョンミ（朝鮮語版）（作家）『SKYキャッスル』（SLL Joongang Co., Ltd（朝鮮語版））[4]
- 脚本 - 橋本裕志[4]
- 音楽 - 髙見優、信澤宣明、大隅知宇[4]
- 主題歌 - iri「Swamp」（ソニー・ミュージックレーベルズ）[40]
- テーマソング - milet「We All Lie」（ソニー・ミュージックレーベルズ）[41]
- 演出 - 田村直己（テレビ朝日）、中前勇児、星野和成[4]
- エグゼクティブプロデューサー - 内山聖子（テレビ朝日）[4]
- ゼネラルプロデューサー - 大江達樹（テレビ朝日）[4]
- プロデューサー - 浜田壮瑛（テレビ朝日）、山形亮介（角川大映スタジオ）、河野美里（ホリプロ）[4]
- 制作協力 - 角川大映スタジオ[4]
- 制作著作 - テレビ朝日[4]

### 放送日程（日本版）
| 話数                                                                        | 放送日  | サブタイトル                    | 演出     | 視聴率 |
| --------------------------------------------------------------------------- | ------- | ------------------------------- | -------- | ------ |
| 第1話                                                                       | 7月25日 | セレブ妻のマウントバトル開幕    | 田村直己 | 8.5%   |
| 第2話                                                                       | 8月01日 | 暴かれるセレブ妻の衝撃過去      | 田村直己 | 5.3%   |
| 第3話                                                                       | 8月08日 | 壁をぶっ壊すセレブ妻            | 中前勇児 | 5.4%   |
| 第4話                                                                       | 8月15日 | 宣戦布告!過去の秘密を握る隣人   | 中前勇児 | 5.4%   |
| 第5話                                                                       | 8月22日 | 剥がれた!セレブの化けの皮       | 田村直己 | 6.3%   |
| 第6話                                                                       | 8月29日 | 夫に隠し子!?セレブに最大危機    | 星野和成 | 6.7%   |
| 第7話                                                                       | 9月12日 | 黒幕の正体判明!衝撃ラスト       | 田村直己 | 6.6%   |
| 第8話                                                                       | 9月19日 | 最終章…すべての謎が明らかに!    | 星野和成 | 7.6%   |
| 最終話                                                                      | 9月26日 | 誰が彼女を殺したか?衝撃の真犯人 | 田村直己 | 7.9%   |
| 平均視聴率 6.6%（視聴率はビデオリサーチ調べ、関東地区・世帯・リアルタイム） |         |                                 |          |        |

- 初回は21時 - 22時の6分拡大放送。
- 9月5日は『2026 FIFAワールドカップアジア最終予選  日本× 中華人民共和国』放送（19時 - 21時40分）のため休止。

| テレビ朝日系 木曜ドラマ                                                     | テレビ朝日系 木曜ドラマ                      | テレビ朝日系 木曜ドラマ                                          |
| 前番組                                                                      | 番組名                                       | 次番組                                                           |
| --------------------------------------------------------------------------- | -------------------------------------------- | ---------------------------------------------------------------- |
| テレビ朝日開局65周年記念 Believe -君にかける橋- （2024年4月25日 - 6月20日） | スカイキャッスル （2024年7月25日 - 9月26日） | ザ・トラベルナース （第2シリーズ） （2024年10月17日 - 12月19日） |